# Aulon, Haute-Garonne
Aulon este o comună în departamentul Haute-Garonne din sudul Franței. În 2009 avea o populație de 356 de locuitori.

## Evoluția populației
| An        | 1975 | 1982 | 1990 | 1999 | 2006 | 2009 |
| --------- | ---- | ---- | ---- | ---- | ---- | ---- |
| Populație | 488  | 466  | 434  | 347  | 349  | 356  |